# Собор Святой Марии (роман)
«Собор Святой Марии» (в оригинале исп. La Catedral del Mar) — дебютный роман испанского писателя Ильдефонсо Фальконеса, вышедший в 2006 году. Действие романа происходит в Барселоне XIV века, временные рамки ограничены началом и концом строительства собора Санта-Мария-дель-Мар (1329—1383).
Роман переведён более чем на 30 языков, в том числе на русский (переводчик Виктор Степанов, 2007). В 2018 году на экраны вышел одноименный (в оригинале) 8-серийный телесериал «Собор у моря», производство — Испания.

## Сюжет

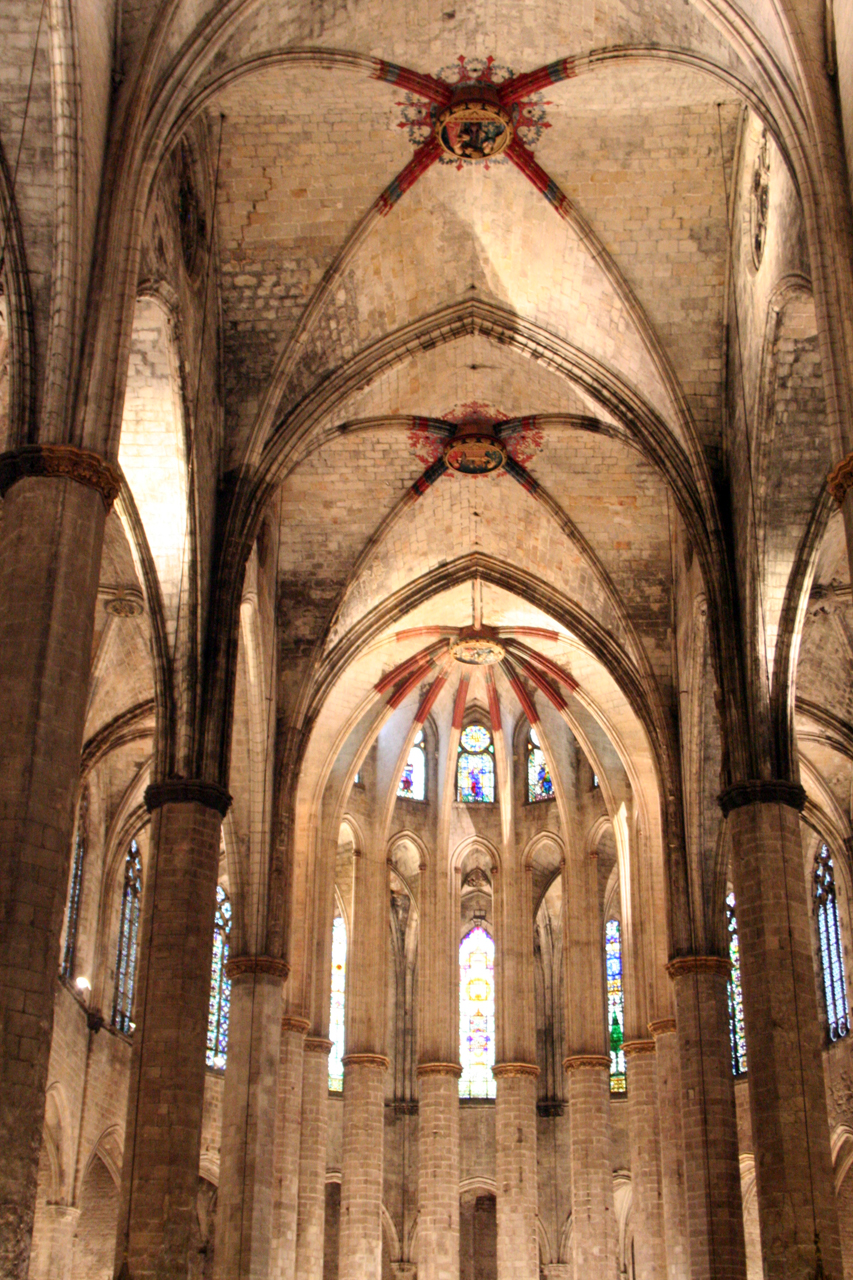
Санта Мария даль Мар

В романе описаны реальные исторические события. Он снабжён авторским комментарием, объясняющим немногочисленные отступления от исторических документов, допущенные в романе.
Роман начинается со сцены свадьбы богатого каталонского крестьянина Берната Эстаньола. На свадьбу является местный феодал Льоренс де Бельера и, увидев, как красива невеста, пользуется правом первой ночи. Когда у Берната рождается сын Арнау, и становится очевидно, что это именно сын Берната, Льоренс де Бельера забирает его жену в замок в качестве кормилицы. Арнау при этом фактически не кормят. Когда Бернат узнаёт об этом, он, убив охранника, выкрадывает Арнау и бежит с ним в Барселону, оставив свои земли Льоренсу де Бельере. Жена Берната, Франсеска, остаётся в замке без средств к существованию и становится проституткой. Она надолго пропадает из действия романа и появляется в нём ближе к концу. 
В Барселоне Бернат укрывается в доме своей сестры, муж которой, Грау Пуч, стал богатым ремесленником и был недавно избран в городской совет, и работает в гончарной мастерской Грау. По существующим законам, через год он становится гражданином города Барселона, освобождённым от крепостных повинностей. Тем не менее, его отношения с Грау и его детьми постоянно ухудшаются, а после смерти сестры Берната и повторной женитьбы Грау на аристократке Исабель становятся невыносимыми. Когда в городе вспыхивает бунт из-за перебоев с поставками хлеба, Бернат принимает в нём деятельное участие. Его схватывают и вешают в ту же ночь.
Вся дальнейшая книга — история жизни Арнау, вынужденного подниматься с самых низов общества и своими талантами сумевшего добиться к концу книги высокого положения.

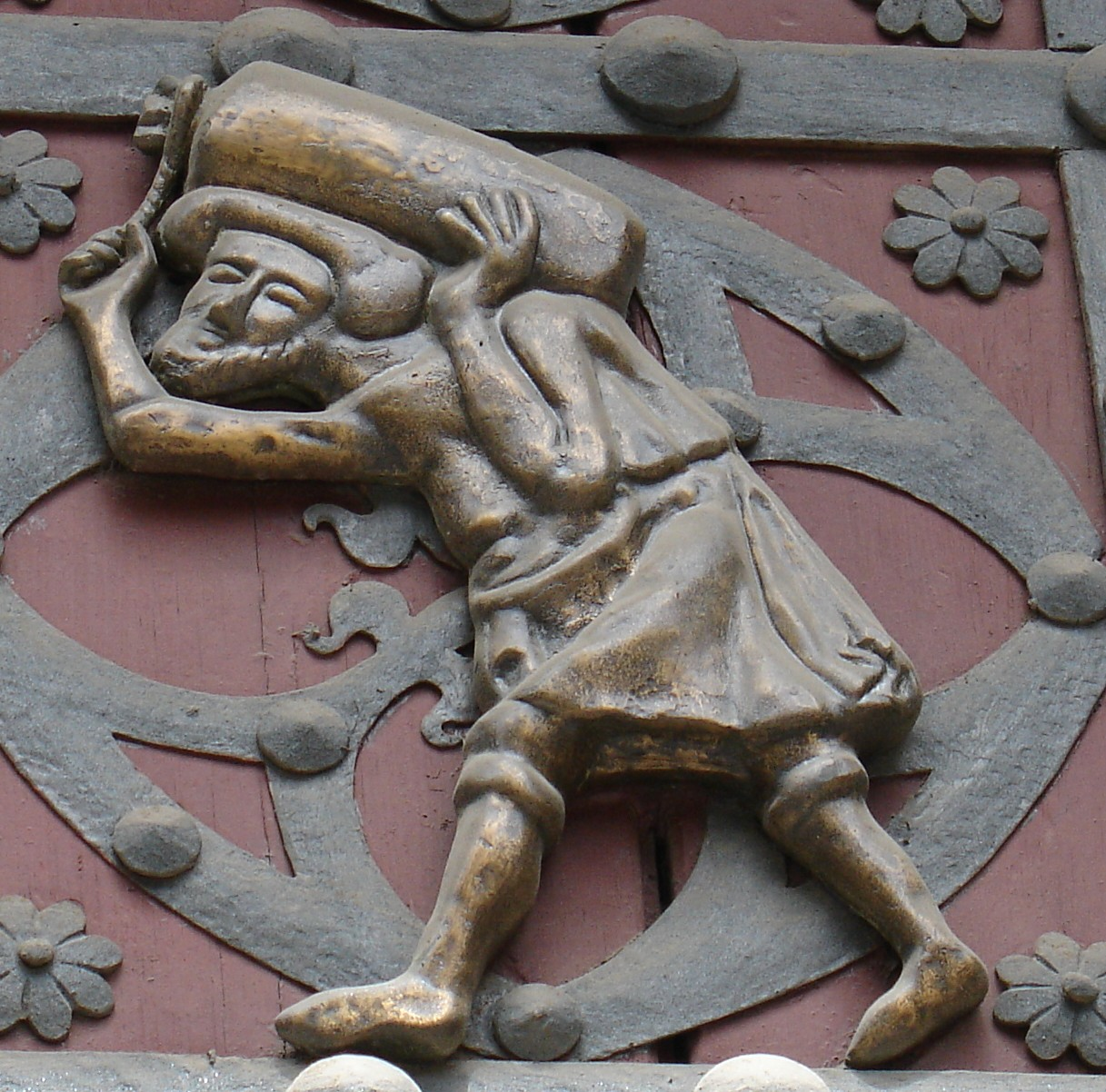
Носильщик камней (un bastaix)

Ещё в период жизни в доме Грау Пуча Арнау, не имевший до этого никакого контакта с церковью, случайно попадает в старую церковь Санта-Мария-дель-Мар и просит Деву Марию стать его матерью. Затем они с приятелем Жоаном, позже ставшим его приёмным братом, присутствуют на закладке нового, гораздо большего собора, который должен быть построен над зданием старой церкви. После казни отца Арнау и Жоан отправляются в церковь, где Арнау принимают в цех носильщиков камней (кат. bastaixos). Он завоёвывает уважение своих коллег, женится на дочери одного из старейшин цеха, Марии, и участвует в войне короля Арагона Педро IV против королевства Майорка. Во время эпидемии чумы 1348 года умирает жена Арнау Мария и все близкие ему люди (его приёмный брат Жоан находился в монастыре в Италии), но сам Арнау остаётся жив. Случайно в еврейском квартале Барселоны он спасает от погромщиков жизни трёх детей, за что отец двух из них даёт ему деньги и поручает рабу-мусульманину Сахату помочь Арнау открыть дело по обмену валют. С помощью Сахата Арнау преуспевает настолько, что становится уважаемым жителем Барселоны и членом городского Совета. Он берёт в дом юную Мар — дочь своего старшего друга, погибшего во время эпидемии чумы носильщика камней Рамона. А затем разоряет Грау Пуча, который вынужден со своей семьёй оставить городской особняк и отправиться в оставленный ему Арнау загородный дом.
В последних главах романа сюжет стремительно развивается. Арнау отличился при защите порта Барселоны от военного нападения, за что король Арагона возвёл его в графское достоинство и велел ему жениться на аристократке Леонор. Но ни одна из сторон не довольна этим браком: ни Арнау, влюблённый в выросшую и похорошевшую Мар, ни Леонор, не желающая выходить замуж за простолюдина. В результате интриг своей спесивой жены, которой он отказывает в близости, Арнау сначала теряет похищенную королевским рыцарем Фелипом де Понсом Мар, а затем попадает в лапы инквизиции. Однако в результате переговоров великого инквизитора Николая Эмерика и дипломатичного Сахата, который отдаёт всё имущество Арнау в обмен на освобождение хозяина, Арнау получает свободу. В заключение основной книги ставший инквизитором и свидетельствовавший против своего брата Жоан сжигает заживо себя и совратившую его с пути истинного Леонор. 
В эпилоге романа описана сцена освящения нового собора Санта-Мария-дель-Мар, на которой присутствует постаревший Арнау вместе с Мар и своим сыном.

## Премии
Роман получил несколько литературных премий, среди которых
- Эускади де Плата (2006, Испания);
- Премия Ке Леер (Испания);
- Премина Джованни Боккаччо (2007, Италия).